# Dire Dawa
Dire Dawa je jedan od dva etiopska grada uz Adis Abebu koji su organizirani kao posebne upravne jedinice-gradovi astedader akabibi, te imaju vlastitu regionalnu upravu - Kilil, Dire Dawa je podijeljena na dvije upravne jedinice - worede; središte grada i okolicu (Gurgura).
Dire Dawa se nalazi u istočnom dijelu Etiopije, na rijeci Dechat, leži na Etiopskoj visoravni u podnožju stijenovite planine Harar. Dire Dawa je drugi grad po veličini u Etiopiji sa svojih 342,827 stanovnika, upravni, trgovački i industrijski centar Istočne Etiopije.
Dire Dawa ima međunarodnu zračnu luku Aba Tenna Dejazmach Yilma (IATA: DIR, ICAO: HADR) i Sveučilište Haramaya koje je udaljeno 40 km od grada.

## Povijest
Dire Dawa je nastala 1902., za vrijeme izgradnje uskotračne željezničke pruge Adis Abeba  - Djibouti, kako je ispalo nemoguće da se pruga uspne do obližnjeg visokog Harara (1,885 m), željeznička stanica izgrađena je u nižoj Dire Dawi (1,708 m). U Dire Dawi su prvi putnici noćili, jer vlak nije noću prometovao do Adis Abebe. Uskoro se uz stanicu razvilo trgovište (danas ih ima 7 od njih je najveći Tajvan).
Nakon izgradnje stanice, tadašnji guverner Harara - Ras Makonnen, dao je izgraditi cestu od Dire Dawe do Harara, to je bila jedna od prvih cesta u ovom dijelu Etiopije. Ona je temeljito rekonstruirana 1928. godine, uz pomoć stranih inženjera i opreme, pa se tako putovanje između dva grada skratilo s dva dana na nekoliko sati. 
Etiopska banka otvorila je svoju podružnicu 1931. u tada već naraslom trgovištu.
Talijani su zauzeli Dire Dawu 6. svibnja 1936., u svojem drugom pokušaju invazije na Etiopiju. Za njihove vlasti to je bio grad od 20, 000 stanovnika,  od njih su 3, 500 bili europskog podrijetla (3, 000 Talijana, 290 Grka, 110 Francuza).
Dire Dawa je bila prva crta linije odbrane u kratkotrajnom vojnom sukobu između Somalije i Etiopije 1977. u Ratu za Ogaden, tad su jedinice etiopske vojske uspjele zadržati somalijske napadače na prilazima grada 17. – 18. kolovoza.
Tijekom etiopskog građanskog rata, 1991. Dire Dawu je zauzeo Etiopski Narodni Revolucionarni Front, po nekim izvešćima oko 100 ljudi je pritom poginulo.  
Nakon rušenja vojnog režima Derg u gradu su se tijekom 1991. – 1993. rasplamsali sukobi između dojučerašnjih saveznika u borbi za kontrolu nad gradom. Zaratili su Oslobodilački Front naroda Issa i Gurgura te Oromo Oslobodilački Front. Zbog naraslog nasilja i terora, uvedeno je federalno upravljanje gradom, nakon toga je Dire Dawa izdojena iz pokrajine Oromia i 1998. proglašena posebnom upravnom jedinicom astedader akabibi.
Grad je poplavljen u kolovozu 2006., kad se izlila rijeka Dechat. Oko 200 ljudi je poginulo, tisuće ljudi ostalo je bez doma, a grad je pretrpio veliku štetu. Dechatu, većim dijelom godine gotovo presuši, ali su za vrijeme kišne sezone (od lipnja do rujna),  poplave prilično uobičajene - jer tad Dechatu postane divlja bujica koja ruši sve pred sobom.

## Stanovništvo
Tri najveće etničke grupe u gradu su Oromo (46.08%), Amharci (20.09%), Somalci (24.24%), Gurage (4.54%) i Harari (1.08%); sve ostale grupe imaju 3.97% stanovnika. Po religijskoj pripadnosti; 70.9% stanovnika su muslimani, 25.6% su pripadnici Etiopske pravoslavne tevahedo crkve, 2.8% protestanti, 0.4% katolici, a 0.3% su slijedbenici drugih vjera.

## Gospodarstvo
Dire Dawa dobila je poštu u kolovozu 1906., kao treći grad u Etiopiji nakon Adis Abebe i Harara. Telefon je uveden 1954. Gospodarstvo Dire Dawa ipak se prije svega temelji na nomadskom stočarstvu okolice grada.
Po procjenama iz 2005., seljaci iz Dire Dawa imali su ukupno 40.400 grla goveda (odnosno 0,1% u Etiopiji), 46.280 ovaca (0,27%), 118.770 koza (0,92%), 8.820 magaraca (0,35%), 5.070 deva (1,11%), 44.740 svih vrsta peradi (0,14%), i 840 košnica meda (0,1%).
Dire Dawa od industrije ima veliku tvornicu cementa.

## Vanjske poveznice
- Službene stranice grada Dire Dawa
- Cities of Ethiopia: Dire Dawa, part I (engl.)
- Cities of Ethiopia: Dire Dawa, part II (engl.)